# 関兼貞
関 兼貞（せき かねさだ、生没年不詳）は、戦国時代の人物。通称弥五郎。関兼定、関兼員とも。
大政所の父と推定される人物である 。

## 略歴
尾張国愛知郡御器所村の刀鍛冶（一説に美濃とも） で天蓋包永の末裔で信濃鍛治の流れを汲むと言う。
『太閤母公系図』によれば、兼員の妹於太袮は加藤清信に嫁いだと言う。